# クラブ・アメリカ
クラブ・アメリカこと、クラブ・デ・フトボル・アメリカ（スペイン語: Club de Fútbol América S. A. de C. V.）は、メキシコの首都メキシコシティに本拠を構えるサッカークラブである。
1916年に設立されたクラブ・アメリカはメキシコのサッカーリーグ創設メンバーの1つであるとともに1度も1部リーグから降格したことがなく、メキシコのサッカークラブの中で最も多くのタイトルを獲得しているチームである。1959年以降はメキシコの大手メディア会社であるテレビサがオーナーを務め、その権威と財力のチームであるために国内で最も人気のあるチームであると同時に最も嫌われているチームである。

## 概要
メキシコ国内で最大手のテレビ局・テレビサがオーナー。ルチャ・リブレの文化が根付き、善悪対決という概念がスポーツで必要とされやすいメキシコにあって、当クラブは他クラブの有力選手や外国人を金銭で引き抜くなど「悪役」を標榜したクラブ運営を行って来た（そういう意味でのライバルはCDグアダラハラ）。ゆえにサポーターも「Ódiame más!（オレを憎め！）」というキャッチコピーがプリントされたシャツを着て応援することが多い。
メキシコで最も人気のあるサッカークラブである。

## ライバル
クラブ・アメリカの最大のライバルは、CDグアダラハラである。この2チームの対戦はクラシコ・デ・クラシコス（クラシコの中のクラシコ）と呼ばれている。他にUNAMプーマス、クルス・アスルとの対戦もクラシコと呼ばれ、UNAMプーマスとの対戦はクラシコ・カピタリーノ（首都ダービー）、クルス・アスルとの対戦はクラシコ・ホベン（若いダービー）と呼ばれている。クラブ・アメリカ、CDグアダラハラ、UNAMプーマス、クルス・アスルはメキシコのビッグ4と呼ばれている。

## タイトル

### 国内タイトル
- リーグ: 19回
  - 1925, 1926, 1927, 1928, 1966, 1971, 1976, 1984, 1985, Prode 1985, 1988, 1989, Verano 2002, Clausura 2005, Clausura 2013, Apertura 2014, Apertura 2018, Apertura 2023, Clausura 2024

- カップ: 6回
  - 1953-54, 1954-55, 1963-64, 1964-65, 1973-74, Clausura 2019.

- スーパーカップ: 5回
  - 1955, 1976, 1988, 1989, 2005

### 国際タイトル
- CONCACAFチャンピオンズリーグ: 7回
  - 1977, 1987, 1990, 1992, 2006, 2015, 2016

- CONCACAFジャイアンツカップ: 1回
  - 2001

- コパ・インテラメリカーナ: 2回
  - 1978, 1991

## 現所属メンバー
2023年9月26日現在
注：選手の国籍表記はFIFAの定めた代表資格ルールに基づく。
| No. | Pos. |                | 選手名                     |
| --- | ---- | -------------- | -------------------------- |
| 1   | GK   | メキシコ       | ルイス・マラゴン           |
| 2   | DF   | メキシコ       | ルイス・フエンテス         |
| 3   | DF   | メキシコ       | イスラエル・レジェス       |
| 4   | DF   | ウルグアイ     | セバスティアン・カセレス   |
| 5   | DF   | メキシコ       | ケビン・アルバレス         |
| 6   | MF   | メキシコ       | ジョナタン・ドス・サントス |
| 7   | MF   | メキシコ       | ブリアン・ロドリゲス       |
| 8   | MF   | スペイン       | アルバロ・フィダルゴ       |
| 10  | MF   | チリ           | ディエゴ・バルデス         |
| 11  | FW   | ウルグアイ     | ホナタン・ロドリゲス       |
| 14  | DF   | メキシコ       | ネストル・アラウホ         |
| 16  | MF   | メキシコ       | サンティアゴ・ナベダ       |
| 17  | MF   | アメリカ合衆国 | アレハンドロ・センデハス   |

| No. | Pos. |                | 選手名                   |
| --- | ---- | -------------- | ------------------------ |
| 19  | DF   | メキシコ       | ミゲル・ラユン           |
| 20  | MF   | パラグアイ     | リチャルド・サンチェス   |
| 21  | FW   | メキシコ       | エンリ・マルティン       |
| 23  | DF   | メキシコ       | エミリアオ・ララ         |
| 26  | MF   | メキシコ       | サルバドール・レイズ     |
| 27  | GK   | メキシコ       | オスカル・ヒメネス       |
| 29  | DF   | メキシコ       | ラモン・フアレス         |
| 30  | FW   | メキシコ       | モズンビト               |
| 31  | DF   | チリ           | イゴール・リチノフスキー |
| 32  | MF   | アルゼンチン   | レオ・スアレス           |
| 33  | FW   | コロンビア     | フリアン・キニョネス     |
| 34  | DF   | アメリカ合衆国 | ラルフ・オーカン         |

監督 アンドレ・ジャーディン

### ローン移籍選手
in
注：選手の国籍表記はFIFAの定めた代表資格ルールに基づく。
| No. | Pos. |      | 選手名                                    |
| --- | ---- | ---- | ----------------------------------------- |
| 31  | DF   | チリ | イゴール・リチノフスキー (UANLティグレス) |

out
注：選手の国籍表記はFIFAの定めた代表資格ルールに基づく。
| No. | Pos. |            | 選手名                  |
| --- | ---- | ---------- | ----------------------- |
| --  | DF   | スペイン   | ホルヘ・メレ (カディス) |
| --  | FW   | コロンビア | フアン・オテロ (ヒホン) |

| No. | Pos. |          | 選手名                        |
| --- | ---- | -------- | ----------------------------- |
| --  | FW   | メキシコ | アラン・メディナ (マサトラン) |
| --  | FW   | メキシコ | マウロ・ライネス (ケレタロ)   |

## 歴代監督
- ルイス・レゲイロ 1942-1945
- ラウル・カルデナス 1975-1979
- ミゲル・アンヘル・ロペス 1984-1987
- ジョルジ・ヴィエイラ 1988-1990
- マヌエル・ラプエンテ 2001-2003, 2006, 2010-2011
- ルイス・フェルナンド・テナ 2006-2007
- ダニエル・ブライロフスキー 2007-2008
- ラモン・ディアス 2008-2009
- ヘスス・ラミレス 2009-2010
- ミゲル・エレーラ 2011-2013, 2017-2020
- アントニオ・モハメド 2014
- グスタボ・マトサス 2015
- イグナシオ・アンブリス 2015-2016
- イスラエル・エルナンデス 2016 (暫定)
- リカルド・ラ・ボルペ 2016-2017
- ミゲル・エレーラ 2017-2020
- サンティアゴ・ソラーリ 2021-2022
- フェルナンド・オルティス（英語版） 2022-2023

## 歴代所属選手

### GK
- エクトル・サラタ 1979-1987
- アドリアン・チャベス 1988-1994
- オスワルド・サンチェス 1996-1999
- ギジェルモ・オチョア 2004-2011, 2019-

### DF
- ラファエル・ガルサ・グティエレス 1916-?
- アルフレド・テナ 1973-1991
- オスカル・ルジェリ 1992-1993
- リカルド・ロハス 2001-2004, 2005-2007

### MF
- ババ 1964-1965
- カルロス・レイノソ 1970-1979
- クリストバル・オルテガ 1974-1991
- ハビエル・アギーレ 1978-1980
- アントニオ・カルロス・サントス 1987-1994
- ゴラン・ミロイェヴィッチ 1997
- パベル・パルド 1999-2006
- ジャウミーニャ 2004
- ダニエル・ビロス 2007
- フェデリコ・インスア 2007-2009

### FW
- ラウル・アマリージャ 1989-1990
- ウーゴ・サンチェス 1992-1993
- クアウテモク・ブランコ 1992-1997, 1998-2000, 2005-2007
- カルシャ・ブワルヤ 1994-1997
- フランソワ・オマン＝ビイク 1995-1997
- ルイス・エルナンデス 2000-2002
- イバン・サモラーノ 2001-2003
- マルセロ・リパティン 2002-2003
- クラウディオ・ロペス 2004-2007
- サルバドール・カバニャス 2006-2010
- ネルソン・クエバス 2006-2007
- ルーカス・カストロマン 2007
- フェデリコ・イグアイン 2008
- ビセンテ・サンチェス 2010-2012
- クリスティアン・ベニテス 2011-2013
- ダルウィン・キンテロ 2014-2018